# Stożek sprężysty

Krtań człowieka. Stożek sprężysty podpisany conus elasticus

Stożek sprężysty, stożek elastyczny (łac. conus elasticus) – w anatomii człowieka dolna część błony włóknisto-sprężystej krtani, wyściełającej wewnętrzne powierzchnie chrząstek krtani, odpowiadającej głębokiej warstwie blaszki właściwej błony śluzowej. Jest mocniejszy i bardziej sprężysty niż błona czworokątna, stanowiąca część górną. Górny, wolny, pogrubiały brzeg stożka sprężystego rozciąga się po obu stronach pomiędzy powierzchnią wewnętrzną dolnej połowy kąta chrząstki tarczowatej a wyrostkami głosowymi chrząstek nalewkowatych, tworząc więzadła głosowe, stanowiące podłoże fałdów głosowych. U dołu stożek sprężysty przyczepia się do górnego brzegu chrząstki pierścieniowatej. Z przodu, w linii pośrodkowej, stożek sprężysty wzmocniony jest przez pionowo biegnące więzadło pierścienno-tarczowe pośrodkowe, łączące górny brzeg chrząstki pierścieniowatej z dolnym brzegiem chrząstki tarczowatej.